# Хешань (Гуансі)
Хешань (кит. спр. 合山市, піньїнь: Héshān Shì) — місто-повіт у Гуансі-Чжуанському автономному районі, складова міста Лайбінь.

## Географія
Хешань лежить у центрі провінції на річці Хуншуй.

### Клімат
Місто знаходиться у зоні, котра характеризується вологим субтропічним кліматом. Найтепліший місяць — липень із середньою температурою 28,4 °C. Найхолодніший місяць — січень, із середньою температурою 10,8 °С.
| Клімат Хешаня                                   | Клімат Хешаня | Клімат Хешаня | Клімат Хешаня | Клімат Хешаня | Клімат Хешаня | Клімат Хешаня | Клімат Хешаня | Клімат Хешаня | Клімат Хешаня | Клімат Хешаня | Клімат Хешаня | Клімат Хешаня | Клімат Хешаня |
| Показник                                        | Січ.          | Лют.          | Бер.          | Квіт.         | Трав.         | Черв.         | Лип.          | Серп.         | Вер.          | Жовт.         | Лист.         | Груд.         | Рік           |
| Середній максимум, °C                           | 15            | 16,2          | 19,7          | 25,3          | 29,4          | 31,7          | 33,1          | 33,2          | 31,6          | 27,9          | 22,9          | 18,4          | 25,4          |
| Середня температура, °C                         | 10,8          | 12,3          | 15,9          | 21,2          | 25            | 27,4          | 28,4          | 28,2          | 26,5          | 22,5          | 17,5          | 13,1          | 20,7          |
| Середній мінімум, °C                            | 7,9           | 9,8           | 13,2          | 18,2          | 21,9          | 24,3          | 25,1          | 24,9          | 23            | 18,9          | 13,7          | 9,3           | 17,5          |
| Норма опадів, мм                                | 43.6          | 55            | 73.9          | 116.7         | 226.4         | 229.5         | 215.9         | 170.5         | 79.2          | 61.3          | 42.6          | 30.8          | 1345.4        |
| Днів з опадами                                  | 12,5          | 13,6          | 16,4          | 16,4          | 17,2          | 17,3          | 16            | 15,4          | 9,4           | 8,7           | 7,4           | 6,9           | 157,2         |
| ----------------------------------------------- | ------------- | ------------- | ------------- | ------------- | ------------- | ------------- | ------------- | ------------- | ------------- | ------------- | ------------- | ------------- | ------------- |
| Джерело: Короткий опис Хешаня на weather.com.cn |               |               |               |               |               |               |               |               |               |               |               |               |               |